# 黒崎福神
黒崎福神株式会社（旧・黒崎薬品株式会社）は、1972年から1983年まで存在した医薬品・医療機器・医療用検査試薬・一般用医薬品等の卸売販売を行っていた企業。現在は、アルフレッサである。栃木県宇都宮市大手町101-2に本社を置いていた。

## 会社概要
- 設立 1972年（昭和47年）6月21日
- 資本金 1,000万円
- 代表取締役社長　黒崎正之

### 大株主
- 有限会社ガイセン堂薬局
- 福神

### 沿史
- 1972年（昭和47年）6月21日 設立
- 1983年（昭和58年）12月 「福神株式会社」に吸収合併

## 主な取引メーカー
- 三共
- 福神
- 大塚製薬
- 明治製薬
- 第一製薬